# Nicolas de Joinville
Nicolas de Lorraine, né vers 1455, mort en 1476, était fils de Ferry II, comte de Vaudémont et de Yolande d'Anjou. Il fut  sire de Joinville de 1470 à 1476.
Petit-fils du roi René Ier d'Anjou et de la duchesse Isabelle Ire de Lorraine, il est un proche cousin de la reine d'Angleterre Marguerite d'Anjou et du roi Charles VIII de France.
Il hérite de Joinville à la mort de son père en 1470 et reçoit Bauffremont peu après. Il meurt en 1476 sans alliance ni postérité, et son frère aîné futur, René II de Lorraine, hérite de ses domaines.

## Sources
- Georges Poull, La Maison ducale de Lorraine, Nancy, Presses universitaires de Nancy, 1991, 575 p. [détail de l’édition] (ISBN 2-86480-517-0)